# Zolotnik
 (novembre 2014).
Si vous disposez d'ouvrages ou d'articles de référence ou si vous connaissez des sites web de qualité traitant du thème abordé ici, merci de compléter l'article en donnant les références utiles à sa vérifiabilité et en les liant à la section « Notes et références ».
Le zolotnik (en russe : золотник) est une unité de mesure utilisée en Russie pour exprimer le taux de pureté des métaux précieux. Le terme dérive de zoloto, l'or.
Le zolotnik équivaut à un quart de carat, soit 1/96e. L'or pur (24 carats ou 1 000 millièmes), par exemple, est donc à 96 zolotnik. Un zolotnik égale 10,4175 millièmes.
Le taux d'argent le plus utilisé, pour la reza des icônes par exemple, est 84 zolotniki, soit 875 millièmes.